# Evas sommarplåster
A Incrível Casa de Eva foi uma produção da TV sueca SVT, apresentada por Eva Funck, que apresentava como tratar de doenças típicas do verão. No Brasil o programa foi exibido pelo Canal Futura e pela TV Escola, onde este programa e o seu sucessor, Evas vinterplåster (que focava nas doenças de inverno), foram denominados igualmente de A Incrível Casa de Eva.

## Sinopse
A Incrível Casa de Eva é uma série que fala de saúde para o público infantil. Eva Funck explica para as crianças como elas podem tratar pequenos problemas de saúde até mesmo dispensando medicamentos. Com a utilização de modelos e maquetes ela explica de forma bem-humorada o que acontece com nosso corpo quando, por exemplo, ficamos doentes do estômago, temos rachaduras nos lábios ou quando ficamos constipados.

## Episódios
- Ferimentos
- Carrapatos
- Farpas
- Mal-estar de Verão
- Mosquitos
- Bactérias
- Vespas
- Queimaduras
- Galos, Hematomas & Torções
- Ouvidos

## Dublagem
| Apresentadora | Dubladora    |
| ------------- | ------------ |
| Eva Funck     | Lívia Falcão |

Estúdio: Audio News (Rio de Janeiro)

Locutor: Márcio Seixas

Narrador: Marco Ribeiro

Direção de Dublagem: Marco Ribeiro